# BB Андромеды
BB Андромеды (лат. BB Andromedae) — одиночная переменная звезда в созвездии Андромеды на расстоянии (вычисленном из значения параллакса) приблизительно 21015 световых лет (около 6443 парсеков) от Солнца. Видимая звёздная величина звезды — от менее +15,5m до +13m.

## Характеристики
BB Андромеды — красная пульсирующая переменная S-звезда, мирида (M) спектрального класса S3e, или Se. Эффективная температура — около 3709 K.